# Phyllanthus tequilensis
Phyllanthus tequilensis là một loài thực vật có hoa trong họ Diệp hạ châu. Loài này được B.L.Rob. & Greenm. miêu tả khoa học đầu tiên năm 1894.